# Bacuma granulata
Bacuma granulata är en stekelart som först beskrevs av Gyöö Viktor Szépligeti 1901.  Bacuma granulata ingår i släktet Bacuma och familjen bracksteklar. Inga underarter finns listade.